# Championnat des Seychelles de football 1990
Navigation
Saison précédente Saison suivante
La saison 1990 de Barclays First Division est la douzième édition de la première division seychelloise. Les dix meilleures équipes du pays s'affrontent en matchs aller et retour au sein d'une poule unique. À la fin du championnat, le dernier du classement est relégué et remplacé par la meilleure équipe de deuxième division.
C'est le club de Saint-Louis FC qui a été sacré champion des Seychelles pour la dixième fois de son histoire. Le club termine en tête du classement final du championnat, avec sept points d'avance sur Mont Buxton.

Saint-Louis FC se qualifie pour la Coupe des clubs champions africains 1991.

## Les équipes participantes
| - Saint-Louis FC - Mont Buxton - Plaisance FC - Anse-aux-Pins FC - Mont Fleuri FC | - Bel Air - Rivière Anglaise - Beau Vallon - Anse Royale - Une dixième équipe inconnue |

## Classement
Le classement est établi sur le barème de points classique (victoire à 2 points, match nul à 1, défaite à 0).
| Rang | Équipe             | Pts | J  | G  | N | P  | Bp | Bc | Diff |
| ---- | ------------------ | --- | -- | -- | - | -- | -- | -- | ---- |
| 1    | Saint-Louis FC (T) | 32  | 18 | 15 | 2 | 1  | 48 | 10 | +38  |
| 2    | Mont Buxton        | 25  | 18 | 10 | 5 | 3  | 26 | 11 | +15  |
| 3    | Plaisance FC (C)   | 23  | 18 | 9  | 5 | 4  | 22 | 13 | +9   |
| 4    | Mont Fleuri FC     | 21  | 18 | 8  | 5 | 5  | 28 | 14 | +14  |
| 5    | Anse-aux-Pins FC   | 19  | 18 | 6  | 7 | 5  | 17 | 12 | +5   |
| 6    | Bel-Air            | 16  | 18 | 8  | 0 | 10 | 23 | 23 | 0    |
| 7    | Anse Royale        | 15  | 18 | 6  | 3 | 9  | 19 | 30 | -11  |
| 8    | Beau Vallon        | 13  | 18 | 4  | 5 | 9  | 16 | 34 | -18  |
| 9    | Rivière anglaise   | 12  | 18 | 4  | 4 | 10 | 14 | 28 | -14  |
| 10   | ?                  | 4   | 18 |    |   |    |    |    |      |

| Légende : Qualifications et relégations | Légende : Qualifications et relégations                                                           |
| --------------------------------------- | ------------------------------------------------------------------------------------------------- |
|                                         | Qualification pour la Coupe des clubs champions africains 1991                                    |
|                                         | Qualification pour la Coupe des Coupes 1991                                                       |
|                                         | Relégation directe en deuxième division                                                           |
|                                         | (T) : Tenant du titre (P) : Promu de deuxième division (C) : Vainqueur de la Coupe des Seychelles |

## Bilan de la saison
| Championnat des Seychelles de football 1990 |                            |
| Champion                                    | Saint-Louis FC (10e titre) |
| Coupes et trophées                          |                            |
| Vainqueur de la Coupe des Seychelles 1990   | Plaisance FC               |
| Qualifications continentales                |                            |
| Coupe des clubs champions africains 1991    | Saint-Louis FC             |
| Coupe des Coupes 1991                       | Plaisance FC               |
| Promotions et relégations                   |                            |
| Promus en Barclays First Division           | Inconnu                    |
| Relégués en Second Division                 | Inconnu                    |